# Australia ai Giochi della XXX Olimpiade
L'Australia ha partecipato ai Giochi della XXX Olimpiade tenutisi dal 27 luglio al 12 agosto 2012.
Gli atleti della delegazione australiana sono stati 410. La portabandiera nella cerimonia di apertura è stata la cestista Lauren Jackson. Il portabandiera della cerimonia di chiusura è stato il velista Malcolm Page.

## Medaglie

### Medagliere per discipline
| Sport           | Oro | Argento | Bronzo | Totale |
| --------------- | --- | ------- | ------ | ------ |
| Vela            | 3   | 1       | 0      | 4      |
| Nuoto           | 1   | 6       | 3      | 10     |
| Ciclismo        | 1   | 2       | 3      | 6      |
| Atletica        | 1   | 2       | 0      | 3      |
| Canoa/Kayak     | 1   | 1       | 0      | 2      |
| Canottaggio     | 0   | 3       | 2      | 5      |
| Tuffi           | 0   | 1       | 0      | 1      |
| Triathlon       | 0   | 0       | 1      | 1      |
| Pallanuoto      | 0   | 0       | 1      | 1      |
| Hockey su prato | 0   | 0       | 1      | 1      |
| Pallacanestro   | 0   | 0       | 1      | 1      |
| Totale          | 7   | 16      | 12     | 35     |

## Atletica leggera
| Atleta                                                               | Gara              | Batterie | Batterie | Quarti | Quarti | Semifinali | Semifinali | Finale | Finale |
| Atleta                                                               | Gara              | Tempo    | Pos.     | Tempo  | Pos.   | Tempo      | Pos.       | Tempo  | Pos.   |
| -------------------------------------------------------------------- | ----------------- | -------- | -------- | ------ | ------ | ---------- | ---------- | ------ | ------ |
| Steven Solomon                                                       | 400 m             |          |          |        |        |            |            |        |        |
| Jeffrey Riseley                                                      | 800 m             |          |          |        |        |            |            |        |        |
| Jeffrey Riseley                                                      | 1500 m            |          |          |        |        |            |            |        |        |
| Ryan Gregson                                                         | 1500 m            |          |          |        |        |            |            |        |        |
| Brendan Cole                                                         | 400 m ostacoli    |          |          |        |        |            |            |        |        |
| Tristan Thomas                                                       | 400 m ostacoli    |          |          |        |        |            |            |        |        |
| Youcef Abdi                                                          | 3000 m siepi      |          |          |        |        |            |            |        |        |
| Collis Birmingham                                                    | 5000 m            |          |          |        |        |            |            |        |        |
| David McNeill                                                        | 5000 m            |          |          |        |        |            |            |        |        |
| Craig Mottram                                                        | 5000 m            |          |          |        |        |            |            |        |        |
| Ben St. Lawrence                                                     | 10000 m           |          |          |        |        |            |            |        |        |
| Martin Dent                                                          | maratona          |          |          |        |        |            |            |        |        |
| Michael Shelley                                                      | maratona          |          |          |        |        |            |            |        |        |
| Anthony Alozie Tim Leathart Andrew McCabe Isaac Ntiamoah Joshua Ross | Staffetta 4×100 m |          |          |        |        |            |            |        |        |
| Joel Milburn Ben Offereins Steven Solomon John Steffensen            | Staffetta 4×400 m |          |          |        |        |            |            |        |        |
| Jared Tallent                                                        | 20 km marcia      |          |          |        |        |            |            |        |        |
| Jared Tallent                                                        | 50 km marcia      |          |          |        |        |            |            |        |        |
| Chris Erickson                                                       | 20 km marcia      |          |          |        |        |            |            |        |        |
| Adam Rutter                                                          | 20 km marcia      |          |          |        |        |            |            |        |        |
| Luke Adams                                                           | 50 km marcia      |          |          |        |        |            |            |        |        |
| Nathan Dekes                                                         | 50 km marcia      |          |          |        |        |            |            |        |        |

Eventi concorsi
| Atleta           | Evento                 | Qualificazioni | Qualificazioni | Finale | Finale    |
| Atleta           | Evento                 | Misura         | Posizione      | Misura | Posizione |
| ---------------- | ---------------------- | -------------- | -------------- | ------ | --------- |
| Steve Hooker     | Salto con l'asta       |                |                |        |           |
| Henrry Fryne     | Salto in lungo         |                |                |        |           |
| Henrry Fryne     | Salto triplo           |                |                |        |           |
| Mitchell Watt    | Salto in lungo         |                |                |        |           |
| Dale Stevenson   | Getto del peso         |                |                |        |           |
| Benn Harradine   | Lancio del disco       |                |                |        |           |
| Julian Wruck     | Lancio del disco       |                |                |        |           |
| Jarrod Bannister | Lancio del giavellotto |                |                |        |           |

### Donne
Corse, gare femminili
| Melissa Breen    | 100 m          |  |  |  |  |  |  |  |  |
| Zoe Buchman      | 1500 m         |  |  |  |  |  |  |  |  |
| Kaila McKnight   | 1500 m         |  |  |  |  |  |  |  |  |
| Sally Pearson    | 100 m ostacoli |  |  |  |  |  |  |  |  |
| Lauren Boden     | 400 m ostacoli |  |  |  |  |  |  |  |  |
| Genevieve LaCaze | 3000 m siepi   |  |  |  |  |  |  |  |  |
| Eloise Wellings  | 10000 m        |  |  |  |  |  |  |  |  |
| Jessica Trengove | maratona       |  |  |  |  |  |  |  |  |
| Lisa Weightman   | maratona       |  |  |  |  |  |  |  |  |
| Benita Willis    | maratona       |  |  |  |  |  |  |  |  |
| Regan Lamble     | 20 km marcia   |  |  |  |  |  |  |  |  |
| Beki Lee         | 20 km marcia   |  |  |  |  |  |  |  |  |
| Claire Tallent   | 20 km marcia   |  |  |  |  |  |  |  |  |

Eventi concorsi
| Atleta           | Evento                 | Qualificazioni | Qualificazioni | Finale | Finale    |
| Atleta           | Evento                 | Misura         | Posizione      | Misura | Posizione |
| ---------------- | ---------------------- | -------------- | -------------- | ------ | --------- |
| Alana Boyd       | Salto con l'asta       |                |                |        |           |
| Liz Parnov       | Salto con l'asta       |                |                |        |           |
| Dani Samuels     | Lancio del disco       |                |                |        |           |
| Kim Mickle       | Lancio del giavellotto |                |                |        |           |
| Kathryn Mitchell | Lancio del giavellotto |                |                |        |           |

## Badminton
Maschile
| Atleta                 | Evento | 64-esimi             | 32-esimi             | 16-esimi             | Quarti di Finale     | Semifinale           | Finale               | Finale |
| Atleta                 | Evento | Avversario Punteggio | Avversario Punteggio | Avversario Punteggio | Avversario Punteggio | Avversario Punteggio | Avversario Punteggio | Rank   |
| ---------------------- | ------ | -------------------- | -------------------- | -------------------- | -------------------- | -------------------- | -------------------- | ------ |
| Ross Smith Glenn Warfe | Doppio |                      |                      |                      |                      |                      |                      |        |

Femminile
| Atleta                    | Evento  | 64-esimi             | 32-esimi             | 16-esimi             | Quarti di Finale     | Semifinale           | Finale               | Finale |
| Atleta                    | Evento  | Avversario Punteggio | Avversario Punteggio | Avversario Punteggio | Avversario Punteggio | Avversario Punteggio | Avversario Punteggio | Rank   |
| ------------------------- | ------- | -------------------- | -------------------- | -------------------- | -------------------- | -------------------- | -------------------- | ------ |
| Victoria Na               | Singolo |                      |                      |                      |                      |                      |                      |        |
| Leanne Choo Renuga Veeran | Doppio  |                      |                      |                      |                      |                      |                      |        |

## Canoa Kayak

### Velocità
Maschile
| Atleta                                            | Evento     | Batterie | Batterie   | Semifinali | Semifinali | Finale | Finale     |
| Atleta                                            | Evento     | Tempo    | Classifica | Tempo      | Classifica | Tempo  | Classifica |
| ------------------------------------------------- | ---------- | -------- | ---------- | ---------- | ---------- | ------ | ---------- |
| Sebastian Marczak                                 | C-1 200 m  |          |            |            |            |        |            |
| Jake Donaghey                                     | C-1 1000 m |          |            |            |            |        |            |
| Murray Stewart                                    | K-1 200 m  |          |            |            |            |        |            |
| Murray Stewart                                    | K-1 1000 m |          |            |            |            |        |            |
| Jake Donaghey Alexander Haas                      | C-2 1000 m |          |            |            |            |        |            |
| Stephen Bird Jesse Phillips                       | K-2 200 m  |          |            |            |            |        |            |
| Murray Stewart Ken Wallace                        | K-2 1000 m |          |            |            |            |        |            |
| Jacob Clear David Smith Tate Smith Murray Stewart | K-4 1000 m |          |            |            |            |        |            |

Femminile
| Atleta                                                      | Evento    | Batterie | Batterie   | Semifinali | Semifinali | Finale | Finale     |
| Atleta                                                      | Evento    | Tempo    | Classifica | Tempo      | Classifica | Tempo  | Classifica |
| ----------------------------------------------------------- | --------- | -------- | ---------- | ---------- | ---------- | ------ | ---------- |
| Alana Nicholls                                              | K-1 200 m |          |            |            |            |        |            |
| Alana Nicholls                                              | K-1 500 m |          |            |            |            |        |            |
| Naomi Flood Lyndsie Fogarty                                 | K-2 500 m |          |            |            |            |        |            |
| Jo Brigden-Jones Hannah Davis Lyndsie Fogarty Rachel Lovell | K-4 500 m |          |            |            |            |        |            |

### Slalom
Maschile
| Atleta                    | Evento | Qualificazioni | Qualificazioni | Qualificazioni | Qualificazioni | Qualificazioni | Qualificazioni | Semifinali | Semifinali | Semifinali | Finale   | Finale | Finale     | Totale | Classifica |
| Atleta                    | Evento | 1° Manche      | Class.         | 2° Manche      | Class.         | Totale         | Class.         | Penalità   | Tempo      | Class.     | Penalità | Tempo  | Classifica | Totale | Classifica |
| ------------------------- | ------ | -------------- | -------------- | -------------- | -------------- | -------------- | -------------- | ---------- | ---------- | ---------- | -------- | ------ | ---------- | ------ | ---------- |
| Kynan Maley               | C-1    |                |                |                |                |                |                |            |            |            |          |        |            |        |            |
| Kynan Maley Robin Jeffery | C-2    |                |                |                |                |                |                |            |            |            |          |        |            |        |            |
| Warwich Draper            | K-1    |                |                |                |                |                |                |            |            |            |          |        |            |        |            |

Femminile
| Atleta      | Evento | Qualificazioni | Qualificazioni | Qualificazioni | Qualificazioni | Qualificazioni | Qualificazioni | Semifinali | Semifinali | Semifinali | Finale   | Finale | Finale     | Totale | Classifica |
| Atleta      | Evento | 1° Manche      | Class.         | 2° Manche      | Class.         | Totale         | Class.         | Penalità   | Tempo      | Class.     | Penalità | Tempo  | Classifica | Totale | Classifica |
| ----------- | ------ | -------------- | -------------- | -------------- | -------------- | -------------- | -------------- | ---------- | ---------- | ---------- | -------- | ------ | ---------- | ------ | ---------- |
| Jessica Fox | K-1    |                |                |                |                |                |                |            |            |            |          |        |            |        |            |

## Canottaggio
Maschile
| Atleta | Evento                   | Batterie | Batterie   | Ripescaggi | Ripescaggi | Quarti di finale | Quarti di finale | Semifinali | Semifinali | Finale | Finale     |
| Atleta | Evento                   | Tempo    | Classifica | Tempo      | Classifica | Tempo            | Classifica       | Tempo      | Classifica | Tempo  | Classifica |
| --- | ------------------------ | -------- | ---------- | ---------- | ---------- | ---------------- | ---------------- | ---------- | ---------- | ------ | ---------- |
| Brodie Buckland James Marburg                                                                                            | 2 senza                  |          |            |            |            |                  |                  |            |            |        |            |
| Scott Brennan David Crawshay                                                                                             | 2 di coppia              |          |            |            |            |                  |                  |            |            |        |            |
| Rod Chisholm Tom Gibson                                                                                                  | 2 di coppia pesi leggeri |          |            |            |            |                  |                  |            |            |        |            |
| James Chapman Josh Dunkley-Smith Drew Ginn Will Lockwood                                                                 | 4 senza                  |          |            |            |            |                  |                  |            |            |        |            |
| Karsten Forsterling James McRae Chris Morgan Daniel Noonan                                                               | 4 di coppia              |          |            |            |            |                  |                  |            |            |        |            |
| Samuel Beltz Ben Cureton Anthony Edwards Todd Skipworth                                                                  | 4 senza pesi leggeri     |          |            |            |            |                  |                  |            |            |        |            |
| Josh Booth Bryn Coudraye Francis Hegerty Tobias Lister Sam Loch Cameron McKenzie-McHarg Nick Purnell Matt Ryan Tom Swann | Otto                     |          |            |            |            |                  |                  |            |            |        |            |

Femminile
| Atleta | Evento                   | Batterie | Batterie   | Ripescaggi | Ripescaggi | Quarti di finale | Quarti di finale | Semifinali | Semifinali | Finale | Finale     |
| Atleta | Evento                   | Tempo    | Classifica | Tempo      | Classifica | Tempo            | Classifica       | Tempo      | Classifica | Tempo  | Classifica |
| --- | ------------------------ | -------- | ---------- | ---------- | ---------- | ---------------- | ---------------- | ---------- | ---------- | ------ | ---------- |
| Kim Crow | singolo                  |          |            |            |            |                  |                  |            |            |        |            |
| Kate Hornsey Sarah Tait | 2 senza                  |          |            |            |            |                  |                  |            |            |        |            |
| Kim Crow Brooke Pratley | 2 di coppia              |          |            |            |            |                  |                  |            |            |        |            |
| Hannah Every-Hall Bronwen Watson | 2 di coppia pesi leggeri |          |            |            |            |                  |                  |            |            |        |            |
| Amy Clay Dana Faletic Pauline Frasca Kerry Hore                                                                                           | 4 di coppia              |          |            |            |            |                  |                  |            |            |        |            |
| Renee Chatterton Sarah Cook Tess Gerrand Alexandra Hagan Sally Kehoe Elizabeth Patrick Robyn Selby Smith Phoebe Stanley Hannah Vermeersch | Otto                     |          |            |            |            |                  |                  |            |            |        |            |

## Ciclismo

### Ciclismo su strada
Maschile
| Atleta         | Evento         | Tempo | Classifica |
| -------------- | -------------- | ----- | ---------- |
| Cadel Evans    | Corsa in linea |       |            |
| Cadel Evans    | Cronometro     |       |            |
| Matthew Goss   | Corsa in linea |       |            |
| Simon Gerrans  | Corsa in linea |       |            |
| Stuart O'Grady | Corsa in linea |       |            |
| Michael Rogers | Corsa in linea |       |            |
| Michael Rogers | Cronometro     |       |            |

Femminile
| Atleta        | Evento         | Tempo | Classifica |
| ------------- | -------------- | ----- | ---------- |
| Shara Gillow  | Corsa in linea |       |            |
| Shara Gillow  | Cronometro     |       |            |
| Chloe Hosking | Corsa in linea |       |            |
| Amanda Spratt | Corsa in linea |       |            |

### Ciclismo su pista
Inseguimento maschile
| Gara                   | Atleta                                                                      | Qualificazione | Qualificazione | Secondo turno | Secondo turno | Finale | Finale     |
| Gara                   | Atleta                                                                      | Tempo          | Pos.           | Tempo         | Pos.          | Tempo  | Avversario |
| ---------------------- | --------------------------------------------------------------------------- | -------------- | -------------- | ------------- | ------------- | ------ | ---------- |
| Inseguimento a squadre | Jack Bobridge Rohan Dennis Alexander Edmondson Michael Hepburn Glenn O'Shea |                |                |               |               |        |            |

Velocità maschile
| Atleta                                          | Evento             | Qualificazione | Qualificazione | 16-esimi   | Ottavi     | 8 Finals Ripescaggi | Finale (9º-12º posto) | Finale (9º-12º posto) |
| Atleta                                          | Evento             | Tempo Velocità | Posizione      | Avversario | Avversario | Posizione           | Posizione             | Posizione             |
| ----------------------------------------------- | ------------------ | -------------- | -------------- | ---------- | ---------- | ------------------- | --------------------- | --------------------- |
| Scott Sunderland                                | Velocità           |                |                |            |            |                     |                       |                       |
| Matthew Glaetzer Shane Perkins Scott Sunderland | Velocità a squadre |                |                |            |            |                     |                       |                       |

Keirin maschile
| Atleta           | Evento | 1º turno  | Ripescaggi | 2º turno  | Finale (7º-12º posto) |  |
| Atleta           | Evento | Posizione | Posizione  | Posizione | Posizione             |  |
| ---------------- | ------ | --------- | ---------- | --------- | --------------------- |  |
| Scott Sunderland | Keirin | Eliminato |            |           |                       |  |

Omnium maschile
| Atleta       | Evento | Giro lanciato | Giro lanciato | Corsa a punti | Corsa a punti | Corsa a eliminazione | Inseguimento individuale | Inseguimento individuale | Scratch | Scratch   | Chilometro da fermo | Chilometro da fermo | Punti totali | Classifica |
| Atleta       | Evento | Tempo         | Posizione     | Punti         | Posizione     | Posizione            | Avversario Risultato     | Posizione                | Tempo   | Posizione | Tempo               | Posizione           | Punti totali | Classifica |
| ------------ | ------ | ------------- | ------------- | ------------- | ------------- | -------------------- | ------------------------ | ------------------------ | ------- | --------- | ------------------- | ------------------- | ------------ | ---------- |
| Glenn O'Shea | Omnium |               |               |               |               |                      |                          |                          |         |           |                     |                     |              |            |

Inseguimento femminile
| Gara                   | Atleta                                                 | Qualificazione | Qualificazione | Secondo turno | Secondo turno | Finale | Finale     |
| Gara                   | Atleta                                                 | Tempo          | Pos.           | Tempo         | Pos.          | Tempo  | Avversario |
| ---------------------- | ------------------------------------------------------ | -------------- | -------------- | ------------- | ------------- | ------ | ---------- |
| Inseguimento a squadre | Amy Cure Annette Edmondson Melissa Hoskins Josie Tomic |                |                |               |               |        |            |

Velocità femminile
| Atleta                       | Evento             | Qualificazione | Qualificazione | 16-esimi   | Ottavi     | 8 Finals Ripescaggi | Finale (9º-12º posto) | Finale (9º-12º posto) |
| Atleta                       | Evento             | Tempo Velocità | Posizione      | Avversario | Avversario | Posizione           | Posizione             | Posizione             |
| ---------------------------- | ------------------ | -------------- | -------------- | ---------- | ---------- | ------------------- | --------------------- | --------------------- |
| Anna Meares                  | Velocità           |                |                |            |            |                     |                       |                       |
| Anna Meares Kaarle McCulloch | Velocità a squadre |                |                |            |            |                     |                       |                       |

Keirin femminile
| Atleta      | Evento | 1º turno  | Ripescaggi | 2º turno  | Finale (7º-12º posto) |  |
| Atleta      | Evento | Posizione | Posizione  | Posizione | Posizione             |  |
| ----------- | ------ | --------- | ---------- | --------- | --------------------- |  |
| Anna Meares | Keirin | Eliminato |            |           |                       |  |

Omnium femminile
| Atleta            | Evento | Giro lanciato | Giro lanciato | Corsa a punti | Corsa a punti | Corsa a eliminazione | Inseguimento individuale | Inseguimento individuale | Scratch | Scratch   | 500m da fermo | 500m da fermo | Punti totali | Classifica |
| Atleta            | Evento | Tempo         | Posizione     | Punti         | Posizione     | Posizione            | Avversario Risultato     | Posizione                | Tempo   | Posizione | Tempo         | Posizione     | Punti totali | Classifica |
| ----------------- | ------ | ------------- | ------------- | ------------- | ------------- | -------------------- | ------------------------ | ------------------------ | ------- | --------- | ------------- | ------------- | ------------ | ---------- |
| Annette Edmondson | Omnium |               |               |               |               |                      |                          |                          |         |           |               |               |              |            |

### BMX
Maschile
| Atleta         | Evento      | 1ª Fase   | 1ª Fase   | 1ª Fase    | Quarti di finale | Quarti di finale | Quarti di finale | Quarti di finale | Semifinale | Semifinale | Semifinale | Semifinale | Finale |
| Atleta         | Evento      | 1ª Manche | 2ª Manche | Classifica | 1ª Manche        | 2ª Manche        | 3ª Manche        | Classifica       | 1ª Manche  | 2ª Manche  | 3ª Manche  | Classifica |        |
| -------------- | ----------- | --------- | --------- | ---------- | ---------------- | ---------------- | ---------------- | ---------------- | ---------- | ---------- | ---------- | ---------- | ------ |
| Brian Kirkham  | Individuale |           |           |            |                  |                  |                  |                  |            |            |            |            |        |
| Sam Willoughby | Individuale |           |           |            |                  |                  |                  |                  |            |            |            |            |        |
| Khalen Young   | Individuale |           |           |            |                  |                  |                  |                  |            |            |            |            |        |

Femminile
| Atleta            | Evento      | 1ª Fase   | 1ª Fase   | 1ª Fase    | Quarti di finale | Quarti di finale | Quarti di finale | Quarti di finale | Semifinale | Semifinale | Semifinale | Semifinale | Finale |
| Atleta            | Evento      | 1ª Manche | 2ª Manche | Classifica | 1ª Manche        | 2ª Manche        | 3ª Manche        | Classifica       | 1ª Manche  | 2ª Manche  | 3ª Manche  | Classifica |        |
| ----------------- | ----------- | --------- | --------- | ---------- | ---------------- | ---------------- | ---------------- | ---------------- | ---------- | ---------- | ---------- | ---------- | ------ |
| Caroline Buchanan | Individuale |           |           |            |                  |                  |                  |                  |            |            |            |            |        |
| Lauren Reynolds   | Individuale |           |           |            |                  |                  |                  |                  |            |            |            |            |        |

### Mountain Bike
Maschile
| Atleta           | Evento        | Tempo | Classifica |
| ---------------- | ------------- | ----- | ---------- |
| Daniel McConnell | Cross-country |       |            |

Femminile
| Atleta            | Evento        | Tempo | Classifica |
| ----------------- | ------------- | ----- | ---------- |
| Rebecca Henderson | Cross-country |       |            |

## Equitazione
Dressage
| Atleta                                 | Cavallo    | Evento      | Round 1   | Round 1    | Round 2   | Round 2    | Round 2          | Round 2    | Finale    | Finale     | Finale           | Finale     |
| Atleta                                 | Cavallo    | Evento      | Punteggio | Classifica | Punteggio | Classifica | Punteggio totale | Classifica | Punteggio | Classifica | Punteggio totale | Classifica |
| -------------------------------------- | ---------- | ----------- | --------- | ---------- | --------- | ---------- | ---------------- | ---------- | --------- | ---------- | ---------------- | ---------- |
| Mary Hanna                             | Sancette   | Individuale |           |            |           |            |                  |            |           |            |                  |            |
| Kristy Oatley                          | Clive      | Individuale |           |            |           |            |                  |            |           |            |                  |            |
| Lyndal Oatley                          | Sandro Boy | Individuale |           |            |           |            |                  |            |           |            |                  |            |
| Mary Hanna Kristy Oatley Lyndal Oatley |            | A squadre   |           |            |           |            |                  |            |           |            |                  |            |

Concorso completo
| Atleta                                                                    | Cavallo       | Evento      | Dressage | Dressage   | Cross-country | Cross-country | Salto ostacoli | Salto ostacoli | Salto ostacoli | Salto ostacoli | Totale   | Totale     |
| Atleta                                                                    | Cavallo       | Evento      | Dressage | Dressage   | Cross-country | Cross-country | Qualificazione | Qualificazione | Finale         | Finale         | Totale   | Totale     |
| Atleta                                                                    | Cavallo       | Evento      | Penalità | Classifica | Penalità      | Classifica    | Penalità       | Classifica     | Penalità       | Classifica     | Penalità | Classifica |
| ------------------------------------------------------------------------- | ------------- | ----------- | -------- | ---------- | ------------- | ------------- | -------------- | -------------- | -------------- | -------------- | -------- | ---------- |
| Chris Burton                                                              | HP Leilani    | Individuale |          |            |               |               |                |                |                |                |          |            |
| Clayton Fredericks                                                        | Bendigo       | Individuale |          |            |               |               |                |                |                |                |          |            |
| Lucinda Fredericks                                                        | Flying Finish | Individuale |          |            |               |               |                |                |                |                |          |            |
| Andrew Hoy                                                                | Rutherglen    | Individuale |          |            |               |               |                |                |                |                |          |            |
| Megan Jones                                                               | Allofasudden  | Individuale |          |            |               |               |                |                |                |                |          |            |
| Chris Burton Clayton Fredericks Lucinda Fredericks Andrew Hoy Megan Jones |               | A squadre   |          |            |               |               |                |                |                |                |          |            |

Salto
| Atleta                                                                       | Cavallo         | Gara        | Qualificazioni | Qualificazioni | Qualificazioni | Qualificazioni | Qualificazioni | Qualificazioni | Finale  | Finale  | Finale  | Finale  | Finale | Finale |
| Atleta                                                                       | Cavallo         | Gara        | Turno 1        | Turno 1        | Turno 2        | Turno 2        | Turno 3        | Turno 3        | Turno A | Turno A | Turno B | Turno B | Totale | Totale |
| Atleta                                                                       | Cavallo         | Gara        | Pen.           | Pos.           | Pen.           | Pos.           | Pen.           | Pos.           | Pen.    | Pos.    | Pen.    | Pos.    | Pen.   | Pos.   |
| ---------------------------------------------------------------------------- | --------------- | ----------- | -------------- | -------------- | -------------- | -------------- | -------------- | -------------- | ------- | ------- | ------- | ------- | ------ | ------ |
| Julia Hargreaves                                                             | Vedor           | Individuale |                |                |                |                |                |                |         |         |         |         |        |        |
| James Paterson-Robinson                                                      | Lanosso         | Individuale |                |                |                |                |                |                |         |         |         |         |        |        |
| Edwina Tops-Alexander                                                        | Itot du Chateau | Individuale |                |                |                |                |                |                |         |         |         |         |        |        |
| Matt Williams                                                                | Watch Me        | Individuale |                |                |                |                |                |                |         |         |         |         |        |        |
| Julia Hargreaves James Paterson-Robinson Edwina Tops-Alexander Matt Williams |                 | A squadre   |                |                |                |                |                |                |         |         |         |         |        |        |

## Ginnastica

### Ginnastica artistica
Maschile
| Atleta          | Evento               | Attrezzo  | Attrezzo     | Attrezzo | Attrezzo | Attrezzo  | Attrezzo | Qualificazioni | Qualificazioni | Finale | Finale     |
| Atleta          | Evento               | Volteggio | Corpo libero | Cavallo  | Anelli   | Parallele | Sbarra   | Totale         | Classifica     | Totale | Classifica |
| --------------- | -------------------- | --------- | ------------ | -------- | -------- | --------- | -------- | -------------- | -------------- | ------ | ---------- |
| Joshua Jefferis | Concorso individuale |           |              |          |          |           |          |                |                |        |            |

Femminile
| Atlete                                                                       | Evento               | Attrezzo  | Attrezzo     | Attrezzo               | Attrezzo | Qualificazione | Qualificazione | Finale | Finale     |
| Atlete                                                                       | Evento               | Volteggio | Corpo libero | Parallele asimmetriche | Trave    | Totale         | Classifica     | Totale | Classifica |
| ---------------------------------------------------------------------------- | -------------------- | --------- | ------------ | ---------------------- | -------- | -------------- | -------------- | ------ | ---------- |
| Georgia Bonora                                                               | Concorso individuale |           |              |                        |          |                |                |        |            |
| Ashleigh Brennan                                                             | Concorso individuale |           |              |                        |          |                |                |        |            |
| Emily Little                                                                 | Concorso individuale |           |              |                        |          |                |                |        |            |
| Larrissa Miller                                                              | Concorso individuale |           |              |                        |          |                |                |        |            |
| Lauren Mitchell                                                              | Concorso individuale |           |              |                        |          |                |                |        |            |
| Georgia Bonora Ashleigh Brennan Emily Little Larrissa Miller Lauren Mitchell | Concorso a squadre   |           |              |                        |          |                |                |        |            |

### Ginnastica ritmica
Femminile
| Atleta        | Evento               | Qualificazione | Qualificazione | Qualificazione | Qualificazione | Qualificazione | Qualificazione | Finale  | Finale | Finale | Finale | Finale | Finale     |
| Atleta        | Evento               | Cerchio        | Palla          | Clavi          | Nastro         | Totale         | Classifica     | Cerchio | Palla  | Clavi  | Nastro | Totale | Classifica |
| ------------- | -------------------- | -------------- | -------------- | -------------- | -------------- | -------------- | -------------- | ------- | ------ | ------ | ------ | ------ | ---------- |
| Janine Murray | Concorso individuale |                |                |                |                |                |                |         |        |        |        |        |            |

### Trampolino elastico
Maschile
| Atleta       | Evento      | Qualificazioni | Qualificazioni | Finale    | Finale     |
| Atleta       | Evento      | Punteggio      | Classifica     | Punteggio | Classifica |
| ------------ | ----------- | -------------- | -------------- | --------- | ---------- |
| Blake Gaudry | Individuale |                |                |           |            |

## Hockey su prato

### Torneo maschile

#### Prima fase
| Data      | Ora locale | Partita       | Partita | Partita   |
| --------- | ---------- | ------------- | ------- | --------- |
| 30 luglio | 10.45      | Australia     | -       | Sudafrica |
| 1º agosto | 08.30      | Spagna        | -       | Australia |
| 3 agosto  | 08.30      | Australia     | -       | Argentina |
| 5 agosto  | 19.00      | Gran Bretagna | -       | Australia |
| 7 agosto  | 10.45      | Australia     | -       | Pakistan  |

| Squadra       | P.ti | G | V | P | S | GF | GS | DR |
| ------------- | ---- | - | - | - | - | -- | -- | -- |
| Argentina     |      |   |   |   |   |    |    |    |
| Australia     |      |   |   |   |   |    |    |    |
| Gran Bretagna |      |   |   |   |   |    |    |    |
| Pakistan      |      |   |   |   |   |    |    |    |
| Sudafrica     |      |   |   |   |   |    |    |    |
| Spagna        |      |   |   |   |   |    |    |    |

### Torneo femminile

#### Prima fase
| Data      | Ora locale | Partita       | Partita | Partita     |
| --------- | ---------- | ------------- | ------- | ----------- |
| 29 luglio | 08.30      | Nuova Zelanda | -       | Australia   |
| 31 luglio | 21.15      | Germania      | -       | Australia   |
| 2 agosto  | 10.45      | Australia     | -       | Stati Uniti |
| 4 agosto  | 08.30      | Australia     | -       | Sudafrica   |
| 6 agosto  | 21.15      | Argentina     | -       | Australia   |

| Squadra       | P.ti | G | V | P | S | GF | GS | DR |
| ------------- | ---- | - | - | - | - | -- | -- | -- |
| Argentina     |      |   |   |   |   |    |    |    |
| Australia     |      |   |   |   |   |    |    |    |
| Germania      |      |   |   |   |   |    |    |    |
| Nuova Zelanda |      |   |   |   |   |    |    |    |
| Sudafrica     |      |   |   |   |   |    |    |    |
| Stati Uniti   |      |   |   |   |   |    |    |    |

## Judo
Maschile
| Atleta           | Evento  | Preliminari          | 16-esimi             | Ottavi               | Quarti di finale     | Semifinali           | 1º Turno ripescaggi  | Ripescaggi Quarti    | Ripescaggi Semifinali | Finale               |
| Atleta           | Evento  | Avversario Risultato | Avversario Risultato | Avversario Risultato | Avversario Risultato | Avversario Risultato | Avversario Risultato | Avversario Risultato | Avversario Risultato  | Avversario Risultato |
| ---------------- | ------- | -------------------- | -------------------- | -------------------- | -------------------- | -------------------- | -------------------- | -------------------- | --------------------- | -------------------- |
| Arnie Dickens    | −60 kg  |                      |                      |                      |                      |                      |                      |                      |                       |                      |
| Ivo Dos Santos   | −66 kg  |                      |                      |                      |                      |                      |                      |                      |                       |                      |
| Mark Anthony     | −90 kg  |                      |                      |                      |                      |                      |                      |                      |                       |                      |
| Daniel Kelly     | −100 kg |                      |                      |                      |                      |                      |                      |                      |                       |                      |
| Jake Andrewartha | +100 kg |                      |                      |                      |                      |                      |                      |                      |                       |                      |

Femminile
| Atleta      | Evento | Preliminari          | 32-esimi             | 16-esimi             | Quarti di finale     | Semifinali           | 1º Turno ripescaggi  | Ripescaggi Quarti    | Ripeschaggi Semifinali | Finale               |
| Atleta      | Evento | Avversario Risultato | Avversario Risultato | Avversario Risultato | Avversario Risultato | Avversario Risultato | Avversario Risultato | Avversario Risultato | Avversario Risultato   | Avversario Risultato |
| ----------- | ------ | -------------------- | -------------------- | -------------------- | -------------------- | -------------------- | -------------------- | -------------------- | ---------------------- | -------------------- |
| Carli Renzi | −57 kg |                      |                      |                      |                      |                      |                      |                      |                        |                      |

## Lotta
Lotta Libera
| Atleta        | Evento | Qualificazione       | Ottavi               | Quarti               | Semifinale           | Ripescaggio Turno 1  | Ripescaggio Turno 2  | Finale               | Classifica |
| Atleta        | Evento | Avversario Risultato | Avversario Risultato | Avversario Risultato | Avversario Risultato | Avversario Risultato | Avversario Risultato | Avversario Risultato | Classifica |
| ------------- | ------ | -------------------- | -------------------- | -------------------- | -------------------- | -------------------- | -------------------- | -------------------- | ---------- |
| Farzad Tarash | −60 kg |                      |                      |                      |                      |                      |                      |                      |            |

## Nuoto e sport acquatici

### Nuoto
Maschile
| Atleta                                                                                            | Evento               | Batteria | Batteria   | Semifinale      | Semifinale      | Finale          | Finale          |
| Atleta                                                                                            | Evento               | Tempo    | Classifica | Tempo           | Classifica      | Tempo           | Classifica      |
| ------------------------------------------------------------------------------------------------- | -------------------- | -------- | ---------- | --------------- | --------------- | --------------- | --------------- |
| Eamon Sullivan                                                                                    | 50 m stile libero    | 22"27    | 16º Q      | 21"88           | 7º Q            | 21"98           | 8º              |
| James Magnussen                                                                                   | 50 m stile libero    | 22"11    | 10º Q      | 22"00           | 11º             | Non qualificato | Non qualificato |
| James Magnussen                                                                                   | 100 m stile libero   | 48"38    | 4º Q       | 47"63           | 1º Q            | 47"53           |                 |
| James Roberts                                                                                     | 100 m stile libero   | 48"93    | 13º Q      | 48"57           | =12º            | Non qualificato | Non qualificato |
| Thomas Fraser-Holmer                                                                              | 200 m stile libero   | 1'47"50  | 13º Q      | 1'46"80         | 8º Q            | 1'46"93         | 7º              |
| Thomas Fraser-Holmer                                                                              | 400 m misti          | 4'12"66  | 5º Q       | N.D.            | N.D.            | 4'13"49         | 7º              |
| Kenrick Monk                                                                                      | 200 m stile libero   | 1'46"94  | 7º Q       | 1'47"38         | 13º             | Non qualificato | Non qualificato |
| Davide McLeon                                                                                     | 400 m stile libero   | 3'48"57  | 13º        | N.D.            | N.D.            | Non qualificato | Non qualificato |
| Ryan Napoleon                                                                                     | 400 m stile libero   | 3'47"01  | 6º Q       | N.D.            | N.D.            | 3'49"25         | 8º              |
| Jerrod Poort                                                                                      | 1500 m stile libero  | 15'20"82 | 18º        | N.D.            | N.D.            | Non qualificato | Non qualificato |
| Daniel Arnamnart                                                                                  | 100 m dorso          | 54"28    | 15º Q      | 54"48           | 16º             | Non qualificato | Non qualificato |
| Hayden Stroekel                                                                                   | 100 m dorso          | 53"88    | 9º Q       | 53"72           | 8º Q            | 53"55           | 7º              |
| Mitch Larkin                                                                                      | 200 m dorso          | 1'57"53  | 10º Q      | 1'56"82         | 7º Q            | 1'58"02         | 8º              |
| Matson Lawson                                                                                     | 200 m dorso          | 1:58.92  | 21º        | Non qualificato | Non qualificato | Non qualificato | Non qualificato |
| Brenton Rickard                                                                                   | 100 m rana           | 1'00"07  | 14º Q      | 59"50           | 3º Q            | 59"87           | 6º              |
| Brenton Rickard                                                                                   | 200 m rana           | 2'11"41  | 15º Q      | 2'09"31         | 5º Q            | 2'09"28         | 7º              |
| Christian Sprenger                                                                                | 100 m rana           | 59"62    | 1º Q       | 59"61           | 4º Q            | 58"93           |                 |
| Jayden Hadler                                                                                     | 100 m farfalla       | 52"52    | 22º        | Non qualificato | Non qualificato | Non qualificato | Non qualificato |
| Jayden Hadler                                                                                     | 200 m misti          | 2'01"54  | 31º        | Non qualificato | Non qualificato | Non qualificato | Non qualificato |
| Chris Wright                                                                                      | 100 m farfalla       | 52"11    | 10º Q      | 52"11           | 11º             | Non qualificato | Non qualificato |
| Chris Wright                                                                                      | 200 m farfalla       | 1'56"69  | 14º Q      | 1'58"56         | 16º             | Non qualificato | Non qualificato |
| Nick D'Arcy                                                                                       | 200 m farfalla       | 1'56"25  | 12º Q      | 1'56"07         | 13º             | Non qualificato | Non qualificato |
| Daniel Tranter                                                                                    | 200 m misti          | 1'59"70  | 13º Q      | 2'00"46         | 13º             | Non qualificato | Non qualificato |
| Daniel Tranter                                                                                    | 400 m misti          | 4'25"76  | 32º        | N.D.            | N.D.            | Non qualificato | Non qualificato |
| Tommaso D'Orsogna James Magnussen Cameron McEvoy James Roberts Eamon Sullivan Matt Targett        | 4×100 m stile libero | 3'12"29  | 1ª Q       | N.D.            | N.D.            | 3'11"63         | 4ª              |
| Thomas Fraser-Holmes Cameron McEvoy Ned McKendry David McKeon Kenrick Monk Ryan Napoleon          | 4×200 m stile libero | 7'10"50  | 4ª Q       | N.D.            | N.D.            | 7'07"00         | 5ª              |
| Tommaso D'Orsogna James Magnussen Brenton Rickard Christian Sprenger Hayden Stoeckel Matt Targett | 4×100 m misti        | 3'33"73  | 4ª Q       | N.D.            | N.D.            | 3'31"58         |                 |
| Ky Hurst                                                                                          | Maratona 10 km       | N.D.     | N.D.       | N.D.            | N.D.            | 1h51'41"3       | 20º             |

Femminile
| Atleta                                                                                       | Evento               | Batteria | Batteria   | Semifinale | Semifinale | Finale | Finale     |
| Atleta                                                                                       | Evento               | Tempo    | Classifica | Tempo      | Classifica | Tempo  | Classifica |
| -------------------------------------------------------------------------------------------- | -------------------- | -------- | ---------- | ---------- | ---------- | ------ | ---------- |
| Bronte Campbell                                                                              | 50 m stile libero    |          |            |            |            |        |            |
| Cate Campbell                                                                                | 50 m stile libero    |          |            |            |            |        |            |
| Cate Campbell                                                                                | 100 m stile libero   |          |            |            |            |        |            |
| Melanie Schlanger                                                                            | 100 m stile libero   |          |            |            |            |        |            |
| Bronte Barratt                                                                               | 200 m stile libero   |          |            |            |            |        |            |
| Bronte Barratt                                                                               | 400 m stile libero   |          |            |            |            |        |            |
| Kylie Palmer                                                                                 | 200 m stile libero   |          |            |            |            |        |            |
| Kylie Palmer                                                                                 | 400 m stile libero   |          |            |            |            |        |            |
| Kylie Palmer                                                                                 | 800 m stile libero   |          |            |            |            |        |            |
| Jessica Ashwood                                                                              | 800 m stile libero   |          |            |            |            |        |            |
| Belinda Hocking                                                                              | 100 m dorso          |          |            |            |            |        |            |
| Belinda Hocking                                                                              | 200 m dorso          |          |            |            |            |        |            |
| Emily Seebohm                                                                                | 100 m dorso          |          |            |            |            |        |            |
| Meagen Nay                                                                                   | 200 m dorso          |          |            |            |            |        |            |
| Leisel Jones                                                                                 | 100 m rana           |          |            |            |            |        |            |
| Leiston Pickett                                                                              | 100 m rana           |          |            |            |            |        |            |
| Sally Foster                                                                                 | 200 m rana           |          |            |            |            |        |            |
| Tessa Wallace                                                                                | 200 m rana           |          |            |            |            |        |            |
| Alicia Coutts                                                                                | 100 m farfalla       |          |            |            |            |        |            |
| Alicia Coutts                                                                                | 200 m misti          |          |            |            |            |        |            |
| Jessicah Schipper                                                                            | 100 m farfalla       |          |            |            |            |        |            |
| Jessicah Schipper                                                                            | 200 m farfalla       |          |            |            |            |        |            |
| Stephanie Rice                                                                               | 200 m misti          |          |            |            |            |        |            |
| Stephanie Rice                                                                               | 400 m misti          |          |            |            |            |        |            |
| Blair Evans                                                                                  | 400 m misti          |          |            |            |            |        |            |
| Cate Campbell Alicia Coutts Brittany Elmslie Yolane Kukla Melanie Schlanger Lisbeth Trickett | 4×100 m stile libero |          |            |            |            |        |            |
| Angie Bainbridge Bronte Barratt Brittany Elmslie Jade Neilsen Kylie Palmer Melanie Schlanger | 4×200 m stile libero |          |            |            |            |        |            |
| Cate Campbell Alicia Coutts Belinda Hocking Leisel Jones Leiston Pickett Jessicah Schipper   | 4×100 m misti        |          |            |            |            |        |            |
| Melissa Gorman                                                                               | Maratona 10 km       |          |            |            |            |        |            |

### Nuoto sincronizzato
| Atleta | Evento  | Programma tecnico (Preliminari) | Programma tecnico (Preliminari) | Programma libero (Preliminari) | Programma libero (Preliminari) | Programma libero (Preliminari) | Programma libero (Preliminari) | Programma libero (Finale) | Programma libero (Finale) |
| Atleta | Evento  | Punti                           | Classifica                      | Punti                          | Classifica                     | Punti totali                   | Classifica                     | Punti                     | Classifica                |
| --- | ------- | ------------------------------- | ------------------------------- | ------------------------------ | ------------------------------ | ------------------------------ | ------------------------------ | ------------------------- | ------------------------- |
| Eloise Amberger Sarah Bombell | Duo     |                                 |                                 |                                |                                |                                |                                |                           |                           |
| Eloise Amberger Jenny-Lyn Anderson Sarah Bombell Olga Burtaev Tamika Domrow Bianca Hammett Tarren Otte Frankie Owen Samantha Reid | Squadre |                                 |                                 |                                |                                |                                |                                |                           |                           |

### Tuffi
Maschile
| Atleta          | Evento          | Preliminari | Preliminari | Semifinale | Semifinale | Finale | Finale     |
| Atleta          | Evento          | Punti       | Classifica  | Punti      | Classifica | Punti  | Classifica |
| --------------- | --------------- | ----------- | ----------- | ---------- | ---------- | ------ | ---------- |
| Ethan Warren    | Trampolino 3m   |             |             |            |            |        |            |
| James Connor    | Piattaforma 10m |             |             |            |            |        |            |
| Matthew Mitcham | Piattaforma 10m |             |             |            |            |        |            |

Femminile
| Atleta                           | Evento                      | Preliminari | Preliminari | Semifinale | Semifinale | Finale | Finale     |
| Atleta                           | Evento                      | Punti       | Classifica  | Punti      | Classifica | Punti  | Classifica |
| -------------------------------- | --------------------------- | ----------- | ----------- | ---------- | ---------- | ------ | ---------- |
| Jaele Patrick                    | Trampolino 3m               |             |             |            |            |        |            |
| Sharleen Stratton                | Trampolino 3m               |             |             |            |            |        |            |
| Brittany Broben                  | Piattaforma 10m             |             |             |            |            |        |            |
| Melissa Wu                       | Piattaforma 10m             |             |             |            |            |        |            |
| Anabelle Smith Sharleen Stratton | Trampolino 3m sincro        |             |             |            |            |        |            |
| Rachel Bugg Loudy Wiggins        | Piattaforma 10 metri sincro |             |             |            |            |        |            |

### Pallanuoto

#### Maschile
Fase a gironi
| Pos. | Squadra    | Giocate | Vinte | Pareggiate | Perse | Gol fatti | Gol subiti | Diff. Reti | Punti |
| ---- | ---------- | ------- | ----- | ---------- | ----- | --------- | ---------- | ---------- | ----- |
| 1    | Australia  |         |       |            |       |           |            |            |       |
| 2    | Croazia    |         |       |            |       |           |            |            |       |
| 3    | Grecia     |         |       |            |       |           |            |            |       |
| 4    | Italia     |         |       |            |       |           |            |            |       |
| 5    | Kazakistan |         |       |            |       |           |            |            |       |
| 6    | Spagna     |         |       |            |       |           |            |            |       |

| Partita n° | Data     | Ora   | Partita   | Partita | Partita    |
| ---------- | -------- | ----- | --------- | ------- | ---------- |
| 3          | 29.07.12 | 14.10 | Italia    | -       | Australia  |
| 11         | 31.07.12 | 18.30 | Australia | -       | Kazakistan |
| 13         | 02.08.12 | 10.00 | Spagna    | -       | Australia  |
| 22         | 04.08.12 | 15.30 | Croazia   | -       | Australia  |
| 27         | 06.08.12 | 14.10 | Grecia    | -       | Australia  |

#### Femminile
Fase a gironi
| Pos. | Squadra       | Giocate | Vinte | Pareggiate | Perse | Gol fatti | Gol subiti | Diff. Reti | Punti |
| ---- | ------------- | ------- | ----- | ---------- | ----- | --------- | ---------- | ---------- | ----- |
| 1    | Australia     |         |       |            |       |           |            |            |       |
| 2    | Gran Bretagna |         |       |            |       |           |            |            |       |
| 3    | Italia        |         |       |            |       |           |            |            |       |
| 4    | Russia        |         |       |            |       |           |            |            |       |

| Partita n° | Data     | Ora    | Partita       | Partita | Partita   |
| ---------- | -------- | ------ | ------------- | ------- | --------- |
| 3          | 30.07.12 | 18.20  | Italia        | -       | Australia |
| 6          | 01.08.12 | 15.30  | Gran Bretagna | -       | Australia |
| 11         | 03.08.12 | 18. 20 | Russia        | -       | Australia |

## Pallacanestro

### Maschile

#### Prima fase
| 29/07/2012 | 11.15 | Brasile       | - | Australia |  | Basketball Arena |
| 31/07/2012 | 11.15 | Australia     | - | Spagna    |  | Basketball Arena |
| 02/08/2012 | 11.15 | Australia     | - | Cina      |  | Basketball Arena |
| 04/08/2008 | 20.00 | Gran Bretagna | - | Australia |  | Basketball Arena |
| 06/08/2012 | 09.00 | Australia     | - | Russia    |  | Basketball Arena |

| Pos. | P             | V | P | PF | PS | Diff. |
| ---- | ------------- | - | - | -- | -- | ----- |
| 1    | Australia     |   |   |    |    |       |
| 1    | Brasile       |   |   |    |    |       |
| 1    | Cina          |   |   |    |    |       |
| 1    | Gran Bretagna |   |   |    |    |       |
| 1    | Russia        |   |   |    |    |       |
| 1    | Spagna        |   |   |    |    |       |

### Femminile

#### Prima fase
| 289/07/2012 | 22.15 | Australia | - | Gran Bretagna |  | Basketball Arena |
| 30/07/2012  | 14.30 | Francia   | - | Australia     |  | Basketball Arena |
| 01/08/2012  | 14.30 | Australia | - | Brasile       |  | Basketball Arena |
| 03/08/2008  | 11.15 | Russia    | - | Australia     |  | Basketball Arena |
| 05/08/2012  | 14.30 | Canada    | - | Australia     |  | Basketball Arena |

| Pos. | P             | V | P | PF | PS | Diff. |
| ---- | ------------- | - | - | -- | -- | ----- |
| 1    | Australia     |   |   |    |    |       |
| 1    | Brasile       |   |   |    |    |       |
| 1    | Canada        |   |   |    |    |       |
| 1    | Francia       |   |   |    |    |       |
| 1    | Gran Bretagna |   |   |    |    |       |
| 1    | Russia        |   |   |    |    |       |

## Pallavolo

### Beach volley
Femminile

#### Fase gironi
| 29/07/2012 | 16.30 | Goller – Ludwig     | - | Bawden – Palmer        | - | ( - , - ) | Horse Guards Parade |
| 31/07/2012 | 16:30 | Bawden – Palmer     | - | Meppelink – van Gestel | - | ( - , - ) | Horse Guards Parade |
| 02/08/2012 | 17:30 | Antonelli – Antunes | - | Bawden – Palmer        | - | ( - , - ) | Horse Guards Parade |

| posiz | squadra                              | G | W | P | Sv | Sp | Pf | Ps | Pts |
| ----- | ------------------------------------ | - | - | - | -- | -- | -- | -- | --- |
| 1     | Bawden – Palmer (Australia)          |   |   |   |    |    |    |    |     |
| 1     | Antonelli – Antunes (Brasile)        |   |   |   |    |    |    |    |     |
| 1     | Goller – Ludwig (Germania)           |   |   |   |    |    |    |    |     |
| 1     | Meppelink – van Gestel (Paesi Bassi) |   |   |   |    |    |    |    |     |

### Pallavolo
Maschile

#### Prima fase
| 29/07/2012 | 14.15 | Australia | - | Argentina     | - |  | Earls Court Exhibition Centre |
| 31/07/2012 | 20.00 | Australia | - | Gran Bretagna | - |  | Earls Court Exhibition Centre |
| 02/08/2012 | 11.30 | Australia | - | Bulgaria      | - |  | Earls Court Exhibition Centre |
| 04/08/2008 | 14.45 | Australia | - | Italia        | - |  | Earls Court Exhibition Centre |
| 06/08/2012 | 09.30 | Australia |   | Polonia       | - |  | Earls Court Exhibition Centre |

| posiz | squadra       | G | W | P | Sv | Sp | Quoz | Pf | Ps | Quoz | Pts |
| ----- | ------------- | - | - | - | -- | -- | ---- | -- | -- | ---- | --- |
| 1     | Argentina     |   |   |   |    |    |      |    |    |      |     |
| 1     | Australia     |   |   |   |    |    |      |    |    |      |     |
| 1     | Bulgaria      |   |   |   |    |    |      |    |    |      |     |
| 1     | Gran Bretagna |   |   |   |    |    |      |    |    |      |     |
| 1     | Italia        |   |   |   |    |    |      |    |    |      |     |
| 1     | Polonia       |   |   |   |    |    |      |    |    |      |     |

## Pentathlon moderno
Maschile
| Atleta        | Evento   | Tiro a segno | Scherma | Nuoto | Equitazione | Corsa | Totale Punti | Classifica |
| ------------- | -------- | ------------ | ------- | ----- | ----------- | ----- | ------------ | ---------- |
| Edward Fernon | maschile |              |         |       |             |       |              |            |

Femminile
| Atleta         | Evento    | Tiro a segno | Scherma | Nuoto | Equitazione | Corsa | Totale Punti | Classifica |
| -------------- | --------- | ------------ | ------- | ----- | ----------- | ----- | ------------ | ---------- |
| Chloe Esposito | femminile |              |         |       |             |       |              |            |

## Pugilato
Maschile
| Atleta          | Evento                      | 16-esimi             | Ottavi               | Quarti               | Semifinali           | Finale               |
| Atleta          | Evento                      | Avversario Risultato | Avversario Risultato | Avversario Risultato | Avversario Risultato | Avversario Risultato |
| --------------- | --------------------------- | -------------------- | -------------------- | -------------------- | -------------------- | -------------------- |
| Billy Ward      | Pesi mosca leggeri (-48 kg) |                      |                      |                      |                      |                      |
| Jackson Woods   | Pesi mosca (-51 kg)         |                      |                      |                      |                      |                      |
| Ibrahim Balla   | Pesi gallo (-56 kg)         |                      |                      |                      |                      |                      |
| Luke Jackson    | Pesi leggeri (-60 kg)       |                      |                      |                      |                      |                      |
| Jeff Horn       | Pesi superleggeri (-64 kg)  |                      |                      |                      |                      |                      |
| Cameron Hammond | Pesi welter (-69 kg)        |                      |                      |                      |                      |                      |
| Jesse Ross      | Pesi medi (-75 kg)          |                      |                      |                      |                      |                      |
| Damien Hooper   | Pesi mediomassimi (-81 kg)  |                      |                      |                      |                      |                      |
| Jai Opetaia     | Pesi massimi (-91 kg)       |                      |                      |                      |                      |                      |
| Johan Linde     | Pesi supermassimi (+91 kg)  |                      |                      |                      |                      |                      |

Femminile
| Atleta     | Evento             | 16-esimi             | Ottavi               | Quarti               | Semifinali           | Finale               |
| Atleta     | Evento             | Avversario Risultato | Avversario Risultato | Avversario Risultato | Avversario Risultato | Avversario Risultato |
| ---------- | ------------------ | -------------------- | -------------------- | -------------------- | -------------------- | -------------------- |
| Jesse Ross | Pesi medi (-75 kg) |                      |                      |                      |                      |                      |

## Sollevamento pesi
Maschile
| Atleta      | Evento  | Strappo   | Strappo    | Slancio   | Slancio    | Totale | Classifica |
| Atleta      | Evento  | Risultato | Classifica | Risultato | Classifica | Totale | Classifica |
| ----------- | ------- | --------- | ---------- | --------- | ---------- | ------ | ---------- |
| Damon Kelly | +105 kg |           |            |           |            |        |            |

Femminile
| Atleta   | Evento | Strappo   | Strappo    | Slancio   | Slancio    | Totale | Classifica |
| Atleta   | Evento | Risultato | Classifica | Risultato | Classifica | Totale | Classifica |
| -------- | ------ | --------- | ---------- | --------- | ---------- | ------ | ---------- |
| Seen Lee | -58 kg |           |            |           |            |        |            |

## Taekwondo
Maschile
| Atleta        | Evento | Ottavi               | Quarti               | Semifinale           | Ripescaggio Turno 1  | Ripescaggio Turno 2  | Finale               | Classifica |
| Atleta        | Evento | Avversario Risultato | Avversario Risultato | Avversario Risultato | Avversario Risultato | Avversario Risultato | Avversario Risultato | Classifica |
| ------------- | ------ | -------------------- | -------------------- | -------------------- | -------------------- | -------------------- | -------------------- | ---------- |
| Safwan Khalil | −58 kg |                      |                      |                      |                      |                      |                      |            |

Femminile
| Atleta        | Evento | Ottavi               | Quarti               | Semifinale           | Ripescaggio Turno 1  | Ripescaggio Turno 2  | Finale               | Classifica |
| Atleta        | Evento | Avversario Risultato | Avversario Risultato | Avversario Risultato | Avversario Risultato | Avversario Risultato | Avversario Risultato | Classifica |
| ------------- | ------ | -------------------- | -------------------- | -------------------- | -------------------- | -------------------- | -------------------- | ---------- |
| Carmen Marton | −67 kg |                      |                      |                      |                      |                      |                      |            |

## Tennis
Maschile
| Atleta         | Evento  | 64-esimi | 64-esimi | 32-esimi | 32-esimi | 16-esimi | 16-esimi | Quarti di finale | Quarti di finale | Semifinali | Semifinali | Finale | Finale | Classifica |
| Atleta         | Evento  | Avver.   | Punt.    | Avver.   | Punt.    | Avver.   | Punt.    | Avver.           | Punt.            | Avver.     | Punt.      | Avver. | Punt.  | Classifica |
| -------------- | ------- | -------- | -------- | -------- | -------- | -------- | -------- | ---------------- | ---------------- | ---------- | ---------- | ------ | ------ | ---------- |
| Bernard Tomić  | Singolo |          |          |          |          |          |          |                  |                  |            |            |        |        |            |
| Lleyton Hewitt | Singolo |          |          |          |          |          |          |                  |                  |            |            |        |        |            |

Femminile
| Atleta                                 | Evento  | 64-esimi | 64-esimi | 32-esimi | 32-esimi | 16-esimi | 16-esimi | Quarti di finale | Quarti di finale | Semifinali | Semifinali | Finale | Finale | Classifica |
| Atleta                                 | Evento  | Avver.   | Punt.    | Avver.   | Punt.    | Avver.   | Punt.    | Avver.           | Punt.            | Avver.     | Punt.      | Avver. | Punt.  | Classifica |
| -------------------------------------- | ------- | -------- | -------- | -------- | -------- | -------- | -------- | ---------------- | ---------------- | ---------- | ---------- | ------ | ------ | ---------- |
| Samantha Stosur                        | Singolo |          |          |          |          |          |          |                  |                  |            |            |        |        |            |
| Jarmila Gajdošová Anastasija Rodionova | Doppio  |          |          |          |          |          |          |                  |                  |            |            |        |        |            |
| Casey Dellacqua Samantha Stosur        | Doppio  |          |          |          |          |          |          |                  |                  |            |            |        |        |            |

## Tennistavolo
Maschile
| Atleta                                  | Evento  | Preliminari          | Round 1              | Round 2              | Round 3              | Round 4              | Quarti di finale     | Semifinale           | Finale               |
| Atleta                                  | Evento  | Avversario Risultato | Avversario Risultato | Avversario Risultato | Avversario Risultato | Avversario Risultato | Avversario Risultato | Avversario Risultato | Avversario Risultato |
| --------------------------------------- | ------- | -------------------- | -------------------- | -------------------- | -------------------- | -------------------- | -------------------- | -------------------- | -------------------- |
| Justin Han                              | Singolo |                      |                      |                      |                      |                      |                      |                      |                      |
| William Henzell                         | Singolo |                      |                      |                      |                      |                      |                      |                      |                      |
| Robert Frank Justin Han William Henzell | Squadre |                      |                      |                      |                      |                      |                      |                      |                      |

Femminile
| Atleta                             | Evento  | Preliminari          | Round 1              | Round 2              | Round 3              | Round 4              | Quarti di finale     | Semifinale           | Finale               |
| Atleta                             | Evento  | Avversario Risultato | Avversario Risultato | Avversario Risultato | Avversario Risultato | Avversario Risultato | Avversario Risultato | Avversario Risultato | Avversario Risultato |
| ---------------------------------- | ------- | -------------------- | -------------------- | -------------------- | -------------------- | -------------------- | -------------------- | -------------------- | -------------------- |
| Jian Fang Lay                      | Singolo |                      |                      |                      |                      |                      |                      |                      |                      |
| Miao Miao                          | Singolo |                      |                      |                      |                      |                      |                      |                      |                      |
| Jian Fang Lay Miao Miao Vivian Tan | Squadre |                      |                      |                      |                      |                      |                      |                      |                      |

## Tiro a segno/volo
Maschile
| Atleta            | Evento                      | Qualificazione | Qualificazione | Finale    | Finale     | Classifica |
| Atleta            | Evento                      | Punteggio      | Classifica     | Punteggio | Classifica | Classifica |
| ----------------- | --------------------------- | -------------- | -------------- | --------- | ---------- | ---------- |
| Dane Sampson      | Carabina 10m aria compressa |                |                |           |            |            |
| Dane Sampson      | Carabina 50m a terra        |                |                |           |            |            |
| Dane Sampson      | Carabina 50m 3 posizioni    |                |                |           |            |            |
| Will Godward      | Carabina 10m aria compressa |                |                |           |            |            |
| Daniel Rephacioli | Pistola 10m aria compressa  |                |                |           |            |            |
| Daniel Rephacioli | Pistola 25m automatica      |                |                |           |            |            |
| Daniel Rephacioli | Pistola 50m                 |                |                |           |            |            |
| David Chapman     | Pistola 25m automatica      |                |                |           |            |            |
| Clive Barton      | Skeet                       |                |                |           |            |            |
| Keith Ferguson    | Skeet                       |                |                |           |            |            |
| Machael Diamond   | Trap                        |                |                |           |            |            |
| Adam Vella        | Trap                        |                |                |           |            |            |
| Russell Mark      | Double trap                 |                |                |           |            |            |

Femminile
| Atleta              | Evento                      | Qualificazione | Qualificazione | Finale    | Finale     | Classifica |
| Atleta              | Evento                      | Punteggio      | Classifica     | Punteggio | Classifica | Classifica |
| ------------------- | --------------------------- | -------------- | -------------- | --------- | ---------- | ---------- |
| Alethea Sedgman     | Carabina 10m aria compressa |                |                |           |            |            |
| Alethea Sedgman     | Carabina 50m 3 posizioni    |                |                |           |            |            |
| Robyn van Nus       | Carabina 10m aria compressa |                |                |           |            |            |
| Robyn van Nus       | Carabina 50m 3 posizionie   |                |                |           |            |            |
| Lalita Yauhleuskaya | Pistola 10m aria compressa  |                |                |           |            |            |
| Lalita Yauhleuskaya | Pistola 25m                 |                |                |           |            |            |
| Dina Aspandiyarova  | Pistola 10m aria compressa  |                |                |           |            |            |
| Hayley Chapman      | Pistola 25m                 |                |                |           |            |            |
| Lauryn Mark         | Skeet                       |                |                |           |            |            |
| Suzanne Balogh      | Trap                        |                |                |           |            |            |

## Tiro con l'arco
Maschile
| Atleta       | Evento      | Round di qualificazione | Round di qualificazione | 64-esimi             | 32-esimi             | 16-esimi             | Quarti di finale     | Semifinale           | Finale               | Finale     |
| Atleta       | Evento      | Punteggio               | Seed                    | Avversario Punteggio | Avversario Punteggio | Avversario Punteggio | Avversario Punteggio | Avversario Punteggio | Avversario Punteggio | Classifica |
| ------------ | ----------- | ----------------------- | ----------------------- | -------------------- | -------------------- | -------------------- | -------------------- | -------------------- | -------------------- | ---------- |
| Taylor Worth | Individuale |                         |                         |                      |                      |                      |                      |                      |                      |            |

Femminile
| Atleta        | Evento      | Round di qualificazione | Round di qualificazione | 64-esimi             | 32-esimi             | 16-esimi             | Quarti di finale     | Semifinale           | Finale               | Finale     |
| Atleta        | Evento      | Punteggio               | Seed                    | Avversario Punteggio | Avversario Punteggio | Avversario Punteggio | Avversario Punteggio | Avversario Punteggio | Avversario Punteggio | Classifica |
| ------------- | ----------- | ----------------------- | ----------------------- | -------------------- | -------------------- | -------------------- | -------------------- | -------------------- | -------------------- | ---------- |
| Elisa Barnard | Individuale |                         |                         |                      |                      |                      |                      |                      |                      |            |

## Triathlon
Maschile
| Atleta            | Evento      | Nuoto | Ciclismo | Corsa | Totale | Classifica |
| ----------------- | ----------- | ----- | -------- | ----- | ------ | ---------- |
| Courtney Atkinson | Individuale |       |          |       |        |            |
| Brad Kahlefeldt   | Individuale |       |          |       |        |            |
| Brendan Sexton    | Individuale |       |          |       |        |            |

Femminile
| Atleta       | Evento      | Nuoto | Ciclismo | Corsa | Totale | Classifica |
| ------------ | ----------- | ----- | -------- | ----- | ------ | ---------- |
| Erin Densham | Individuale |       |          |       |        |            |
| Emma Jackson | Individuale |       |          |       |        |            |
| Emma Moffatt | Individuale |       |          |       |        |            |

## Vela
Maschile
| Atleta                      | Evento | Regata | Regata | Regata | Regata | Regata | Regata | Regata | Regata | Regata | Regata | Regata | Punteggio | Classifica |
| Atleta                      | Evento | 1      | 2      | 3      | 4      | 5      | 6      | 7      | 8      | 9      | 10     | 11     | Punteggio | Classifica |
| --------------------------- | ------ | ------ | ------ | ------ | ------ | ------ | ------ | ------ | ------ | ------ | ------ | ------ | --------- | ---------- |
| Tom Slingsby                | Laser  |        |        |        |        |        |        |        |        |        |        |        |           |            |
| Brendan Casey (velista)     | Finn   |        |        |        |        |        |        |        |        |        |        |        |           |            |
| Mathew Belcher Malcolm Page | 470    |        |        |        |        |        |        |        |        |        |        |        |           |            |

Femminile
| Atlete                         | Evento       | Regata | Regata | Regata | Regata | Regata | Regata | Regata | Regata | Regata | Regata | Regata | Punteggio | Classifica |
| Atlete                         | Evento       | 1      | 2      | 3      | 4      | 5      | 6      | 7      | 8      | 9      | 10     | 11     | Punteggio | Classifica |
| ------------------------------ | ------------ | ------ | ------ | ------ | ------ | ------ | ------ | ------ | ------ | ------ | ------ | ------ | --------- | ---------- |
| Jessica Crisp                  | RS:X         |        |        |        |        |        |        |        |        |        |        |        |           |            |
| Krystal Weir                   | Laser Radial |        |        |        |        |        |        |        |        |        |        |        |           |            |
| Elise Richichi Belinda Stowell | 470          |        |        |        |        |        |        |        |        |        |        |        |           |            |

Match racing
| Atlete                                  | Evento     | Round Robin          | Round Robin        | Round Robin            | Round Robin            | Round Robin | Round Robin | Round Robin | Round Robin | Round Robin | Round Robin | Round Robin | Classifica | Eliminazione diretta | Eliminazione diretta | Eliminazione diretta | Classifica |
| Atlete                                  | Evento     | Finlandia (bandiera) | Francia (bandiera) | Stati Uniti (bandiera) | Regno Unito (bandiera) |             |             |             |             |             |             |             | Classifica | Quarti di finale     | Semifinale           | Finale               | Classifica |
| --------------------------------------- | ---------- | -------------------- | ------------------ | ---------------------- | ---------------------- | ----------- | ----------- | ----------- | ----------- | ----------- | ----------- | ----------- | ---------- | -------------------- | -------------------- | -------------------- | ---------- |
| Nina Curtis Olivia Price Lucinda Whitty | Elliott 6m | V                    | V                  | V                      | V                      |             |             |             |             |             |             |             |            |                      |                      |                      |            |

Misti
| Atleti                        | Evento | Regate | Regate | Regate | Regate | Regate | Regate | Regate | Regate | Regate | Regate | Regate | Regate | Regate | Regate | Regate | Regate | Punteggio | Classifica |
| Atleti                        | Evento | 1      | 2      | 3      | 4      | 5      | 6      | 7      | 8      | 9      | 10     | 11     | 12     | 13     | 14     | 15     | 16     | Punteggio | Classifica |
| ----------------------------- | ------ | ------ | ------ | ------ | ------ | ------ | ------ | ------ | ------ | ------ | ------ | ------ | ------ | ------ | ------ | ------ | ------ | --------- | ---------- |
| Nathan Outteridge Iain Jensen | 49er   |        |        |        |        |        |        |        |        |        |        |        |        |        |        |        |        |           |            |